# أولاد العكارية (دار الشافعي)
أولاد العكارية هي إحدى مشيخات المملكة المغربية، تتبع جغرافيا لإقليم سطات وإداريًا لدار الشافعي. يقدر عدد سكانها بـ 9182 نسمة حسب الإحصاء الرسمي للسكان والسكنى لسنة 2004.